# La Colonia de Río Nexpa
La Colonia de Río Nexpa är en ort i Mexiko.   Den ligger i kommunen Tecoanapa och delstaten Guerrero, i den södra delen av landet, 290 km söder om huvudstaden Mexico City. La Colonia de Río Nexpa ligger 46 meter över havet och antalet invånare är 137.
Terrängen runt La Colonia de Río Nexpa är platt åt sydost, men åt nordväst är den kuperad. Runt La Colonia de Río Nexpa är det ganska glesbefolkat, med 34 invånare per kvadratkilometer. Närmaste större samhälle är Las Vigas, 5,9 km sydväst om La Colonia de Río Nexpa. Omgivningarna runt La Colonia de Río Nexpa är en mosaik av jordbruksmark och naturlig växtlighet.